# San Miguel de Abona
San Miguel de Abona är en kommun i Spanien. Den ligger i provinsen Santa Cruz de Tenerife i den autonoma regionen Kanarieöarna i sydvästra delen av landet, 1 800 km sydväst om huvudstaden Madrid. Antalet invånare är 23 138 (2024). Arean är 42,04 kvadratkilometer. San Miguel de Abona ligger på ön Teneriffa. San Miguel de Abona gränsar till Vilaflor, Arona och Granadilla de Abona. 